# Mercury, Nevada

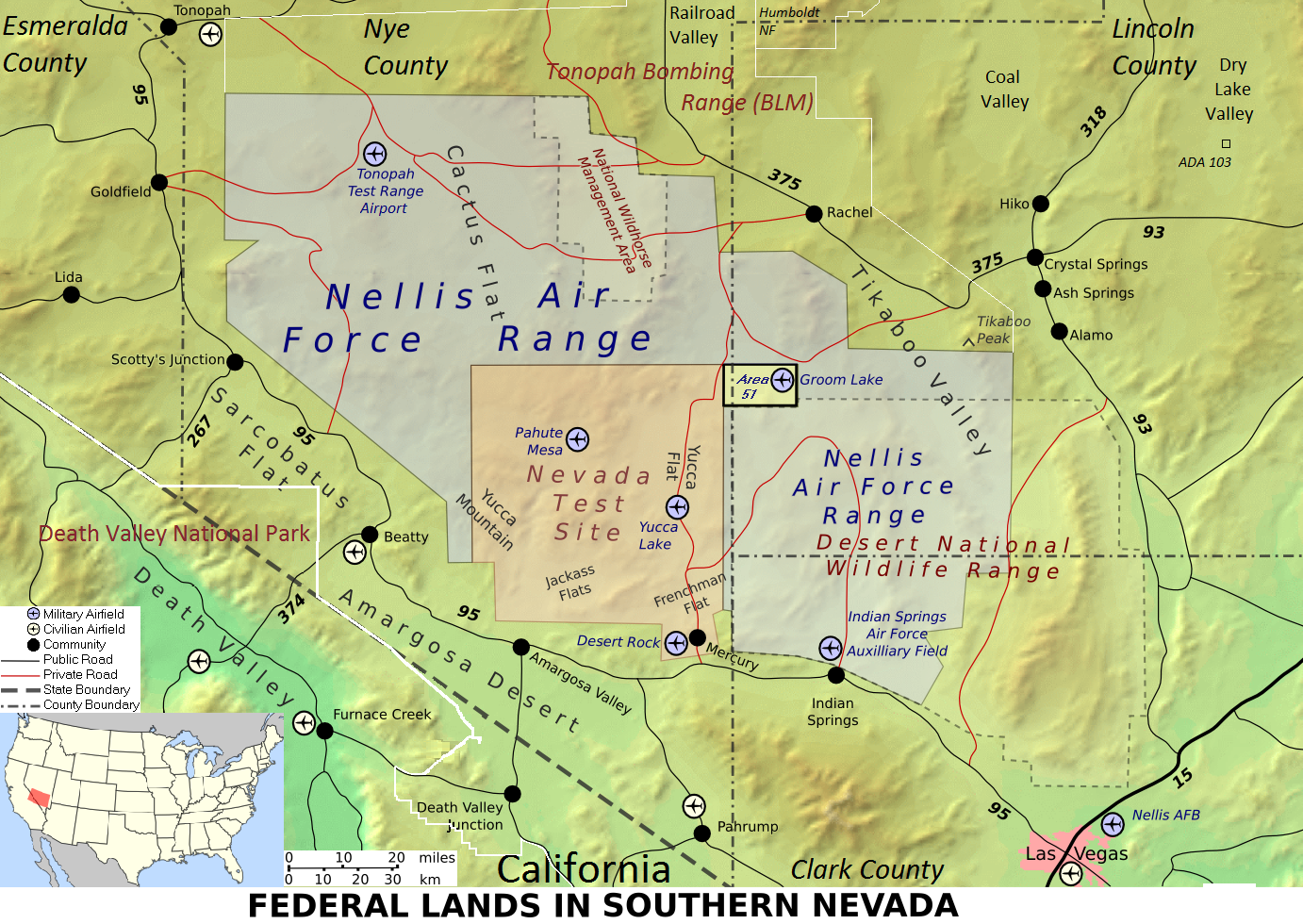
Bản đồ của Mercury và sân bay Rock gần sa mạc

Mercury là một thành phố đóng cửa trong quận County, Nevada, Hoa Kỳ, nó nằm cách 5 dặm (8,0 km) về phía bắc của Đường cao tốc liên bang Hoa Kỳ 95 tại vị trí 65 dặm (105 km) về phía tây bắc của Las Vegas. Nó nằm trong Vùng thử nghiệm hạt nhân Nevada, và đã được xây dựng bởi Ủy ban năng lượng nguyên tử Hoa Kỳ và nó nằm trong vùng đất của các thử nghiệm hạt nhân. Cụ thể là vùng đất này đã được biết đến như Căn hộ Jackass và vùng kiểm tra của Nevada vị trí 400. Ngày nay, các vùng đất được quản lý bởi Bộ năng lượng Hoa Kỳ. Như là một phần của khu vực thử nghiệm thuộc thị trấn là không thể đi đến đó được. Nó được đặt tên sau cuộc xây dựng và khai một cái mỏ thủy ngân, nó đã từng phát triển mạnh mẽ trong gần một thế kỷ trước khi thị trấn chính của nó được thiết lập. Hiện tại dân số của thành phố này là không rõ.

## Lịch sử

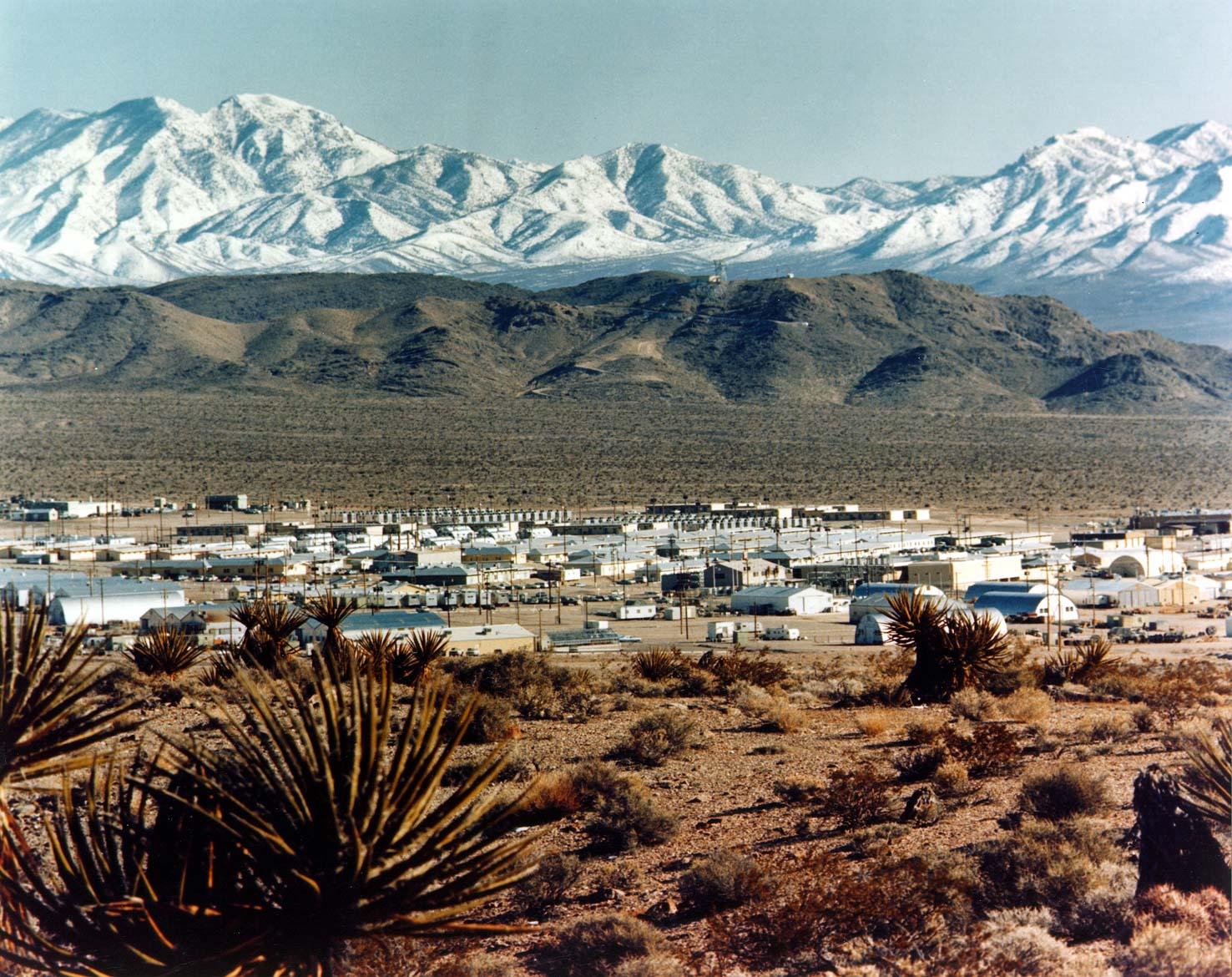
Một góc của thành phố- thị trấn Mercury bị bỏ hoang

Thị trấn bắt đầu được sử dụng vào năm 1950 vào đầu hoạt động của Vùng thử nghiệm Nevada như Căn cứ Thủy ngân, một kiểu căn cứ quân sự được xây dựng cho việc cung cấp thiết bị cho nhân viên tham gia hoạt động. Như phạm vi mở rộng của chương trình thử nghiệm, số nhân viên cần thiết để thực hiện các nhiệm vụ của vùng đất, và bắt đầu từ năm 195, 6,7 triệu đô la Mỹ đã được chi ra cho việc xây dựng dự án đã được thực hiện để cung cấp đầy đủ một văn phòng cá nhân, nhà ở, và cấu trúc dịch vụ với một người dân thị trấn kế bên. Với việc mua lại từ một dịch vụ bưu điện ở giữa những năm 1950, Căn cứ Mercury đã chính thức thành tên Mercury, Nevada.
Vào năm 1957, Hải quân đưa ra khí quyển một tên lửa để đo phóng xạ hạt nhân và không khí khác dữ liệu dùng Thủy ngân như một dàn dựng khu vực. Hải quân, phòng thí nghiệm đã tiến hành thử nghiệm đầu tiên bay vào năm 1956. Tên lửa này đã kiểm tra lực nâng là 13,6 kilôgam (30 lb) đến độ cao khoảng 40 kilômét (25 mi).
Trong những năm 1960, dân số của thị trấn lớn hơn 10.000 người, và tiếp tục công việc xây dựng đã được thực hiện để nâng cấp các sự vĩnh cửu của thị trấn. Một trường học đã được thành lập, và rất nhiều công viên, tung tâm giải trí và cơ sở mua sắm đã được xây dựng thêm mới, bao gồm cả một rạp chiếu phim, trung tâm chơi bowling, hồ bơi, và trung tâm mua sắm, cũng như một sở chăm sóc y tế, thư viện, chỗ thử nguyên Tử Motel là thứ nổi bật nhất), một giáo phái không nguyện với một cán bộ của giáo sĩ, một trạm phục vụ với một nhà xe, và một trạm xe buýt. Vào năm 1962,  sân bay Rock gần sa mạc đã được xây dựng cho các chuyến thăm từ Tổng thống John F. Kennedy vào ngày 8 tháng mười hai.
Thị trấn đã phát triển đến năm 1992, khi tất cả vẫn tốt, nhưng khối lượng tới hạn của hạt nhân, cuộc kiểm tra đã kết thúc ở Vùng thử nghiệm Nevada, như là một kết quả của Hoa Kỳ tôn vinh các Hạt nhân toàn Diện-kiểm Tra hiệp Ước Cấm (mặc dù Mỹ vẫn chưa ký hoặc phê chuẩn hiệp ước). Người dân đã giảm rất nhanh, sau đó rời khỏi hầu hết các khu vực của thị trấn, các thiết bị công cộng, tòa nhà,... bị bỏ rơi. Một bộ xương của phi hành đoàn các nhà khoa học và quân đội vẫn còn trong Mercury, tiến hành thử nghiệm bị hạn chế và nghiên cứu. Hầu hết những dịch vụ tiện nghi đều đã đóng cửa, và các thị trấn bây giờ chỉ còn là một vỏ của nó tự cũ, mặc dù các quán bar, và một phòng tập thể dục vẫn còn để cho du khách đến tham quan. Hiện tại dân số là không rõ và luôn biến động theo thời gian. Cuối cùng được ghi nhận từ một cuộc điều tra dân số thì dân số chỉ còn khoảng 500 người.